# Marata, Manvi
Marata là một làng thuộc tehsil Manvi, huyện Raichur, bang Karnataka, Ấn Độ.